# Mallorca Senior Open
Het Mallorca Senior Open was een golftoernooi van de Europese Senior Tour.
De eerste editie vond plaats in 2009. De volledige naam was het Son Gual Mallorca Senior Open – het werd gespeeld op de Son Gual Golf Club in Palma. Het prijzengeld bedroeg € 300.000. Het toernooi werd gewonnen door de Brit Mark James (-10), die Eamonn Darcy (Ierland) op de derde hole van de play-off met een birdie versloeg. Zijn eerste prijs bedroeg € 45.000 – daarmee verdrong hij Sam Torrance van de eerste plaats van de Order of Merit.
De tweede en voorlopig laatste editie vond plaats in 2012, op de Pula Golf Club in Son Servera op het eiland Mallorca. Het prijzengeld bedroeg € 200.000. Het toernooi werd gewonnen door de Brit Gary Wolstenholme (-8), die met een verschil van twee strokes zijn concurrenten Mike Harwood (Australië), Paul Wesselingh (Engeland) en Chris Williams (een naar Zuid-Afrika geëmigreerde Engelsman) achter zich liet.